# Amo de casa
Amo de casa è una commedia argentina diretta da Oscar Maresca, ed ha come protagonista Carlos Calvo.

## Trama
Alberto è un broker che lavora nella Borsa valori di Buenos Aires. A causa dello stress, Alberto soffre di un problema al cuore e gli viene consigliato riposo assoluto e per questo deve lasciare il suo lavoro e rimanere a casa con i suoi figli. Nel frattempo, sua moglie Mariana prende lavoro in un'impresa a Puerto Madero, il cui proprietario è un suo ex fidanzato della gioventù.